# Frederick Wiseman
Frederick Wiseman (Boston, Massachusetts, U.S.A., 1 de enero de 1930) es un director de cine documental. Nacido en el seno de una familia judía, llegó al documental después de finalizar su formación como abogado. En 2006, ganó el Premio George Polk Career.

## El cine de Wiseman
Su primer largometraje producido fue The Cool World en 1963. Después produjo y dirigió Titicut Follies. Desde entonces ha producido y dirigido todas sus películas. Todas retratan instituciones estadounidenses y han sido emitidas en la PBS, la cadena estadounidense de televisión pública, una de las principales entidades que han financiado sus proyectos. 
Su estilo de las películas se considera a menudo modo observacional, que tiene sus raíces en el cine directo. Sin embargo, a Wiseman no le gusta este término:
 Lo que intento hacer es montar las películas de forma que tengan una estructura dramática, razón por la cual rechazo hasta cierto punto el término cine observacional o cinéma vérité porque , para mí, el cine observacional connota el hecho de moverse por ahí considerándolo todo igual de importante, y eso no es cierto. Por lo menos yo pienso que esto no es cierto y que el cinéma vérité es simplemente un término pomposo francés que según mi opinión no significa nada. Aftab, Weltz
La distribuidora de las películas de Wiseman es Zipporah Films, Inc.
Los films de Wiseman, al ser vistos, se presentan como elaboración de una experiencia personal y no como una ideología objetiva.
En muchas entrevistas Wiseman enfatizó que sus películas no pueden ser y no son faltos de sesgo.  A pesar del ineludible sesgo que se introduce en el proceso de hacer una película, él todavía siente que tiene ciertas obligaciones éticas con respecto a cómo retrata los eventos en sus films:
"Mis films se basan en el no-escenario, la acción des-manipulada... La edición es altamente manipuladora, y la captura es altamente manipuladora... Lo que eliges para capturar, el modo en que lo haces, el modo en que lo editas y la forma en que lo estructuras... Todas esas cosas representan elecciones subjetivas que hiciste... En (Belfast, Maine) tenía 110 horas de material y sólo usé 4, casi nada. La compresión entre la secuencia representa una elección y luego el modo en que las secuencias son arregladas en relación con las otras representan también una elección.
Todos los aspectos de un film documental implican elección y en consiguiente son manipuladoras. Pero la ética...trata de hacer una película que sea verdad para el espíritu de tu sensación de qué está ocurriendo. Mi visión es que esos films están sesgados, son prejuicios, condensados, comprimidos, pero justos. Pienso que lo que hago es hacer películas que no están acertadas en ningún sentido objetivo, sino acertadas en el sentido de que yo creo que son una justa suma de las experiencias que yo tuve haciendo la película. Pienso que tengo una obligación hacia las personas que consintieron en estar en el film...cortar eso de una manera en que pueda mínimamente mostrar qué fue lo que yo sentí en ese momento en particular".
Wiseman trabaja solo cuatro o seis semanas en las instituciones que retrata, casi sin preparación. Pasa el grueso del período de producción editando el material, tratando de encontrar el ritmo para hacer una película.
El presente en todo film de Wiseman tiene una estructura dramática. No necesariamente un arco narrativo per se -sus films casi nunca tienen un clímax y una conclusión definidos; cualquier suspense puede estar en escena, en el nivel de la experiencia humana y no construido con cuidado desde un punto determinado; no hay personajes humanos consistentes con quien el espectador espere identificarse. Sin embargo, Wiseman siente que el drama es un elemento crucial de sus films para “trabajarlos como películas”. El “Ritmo y la Estructura” de los films de Wiseman empujan al espectador hacia la posición y la perspectiva del sujeto. El espectador siente la tensión dramática de las situaciones retratadas en los films, mientras varias fuerzas ambientales crean complicadas situaciones y conflictos de valor para el sujeto.

## Filmografía
- 2023 - Menus-Plaisirs - Les Troisgros (El gran menú)
- 2022 - Un couple (Tolstói y Sophia, una pareja)
- 2020 - City Hall
- 2018 - Monrovia, Indiana
- 2017 - Ex Libris: The New York Public Library (Ex Libris: La biblioteca pública de Nueva York)
- 2015 - In Jackson Heights
- 2014 - National Gallery (película de 2014)
- 2013 - At Berkeley
- 2011 - Crazy Horse
- 2010 - Boxing Gym
- 2009 - La danse, le ballet de l'Opéra de Paris (La danza)
- 2006 - State Legislature
- 2005 - The Garden
- 2002 - Domestic Violence 2
- 2002 - La Dernière lettre (La última carta)
- 2001 - Domestic Violence
- 1999 - Belfast, Maine
- 1997 - Public Housing
- 1996 - La Comédie-Française ou L'amour joué
- 1995 - Ballet
- 1994 - High School II
- 1993 - Zoo
- 1991 - Aspen
- 1991 - Central Park
- 1989 - Near Death
- 1988 - Missile
- 1987 - Blind
- 1986 - Adjustment and Work
- 1986 - Deaf
- 1986 - Multi-Handicapped
- 1985 - Racetrack
- 1983 - The Store
- 1982 - Seraphita's Diary
- 1980 - Model
- 1979 - Manoeuvre
- 1978 - Sinai Field Mission
- 1977 - Canal Zone
- 1976 - Meat
- 1975 - Welfare
- 1974 - Primate
- 1973 - Juvenile Court
- 1972 - Essene
- 1971 - Basic Training
- 1971 - I Miss Sonia Henie
- 1970 - Hospital
- 1969 - Law and Order
- 1968 - High School
- 1967 - Titicut Follies
- 1963 - The Cool World (como productor)

## Premios y distinciones
Premios Óscar
| Año  | Categoría        | Resultado |
| ---- | ---------------- | --------- |
| 2017 | Óscar honorífico | Ganador   |

Festival Internacional de Cine de Venecia
| Año  | Categoría                       | Película                               | Resultado |
| ---- | ------------------------------- | -------------------------------------- | --------- |
| 2014 | León dorado por una trayectoria | -                                      | Ganador   |
| 2013 | Ratón de Plata                  | At Berkeley                            | Ganador   |
| 2017 | Premio de la crítica            | Ex Libris: The New York Public Library | Ganador   |

Premios César
| Año  | Categoría                 | Película                                | Resultado |
| ---- | ------------------------- | --------------------------------------- | --------- |
| 2010 | César al mejor documental | La danse, le ballet de l'Opéra de Paris | Nominado  |
| 2012 | César al mejor documental | Crazy Horse                             | Nominado  |
| 2015 | César al mejor documental | National Gallery                        | Nominado  |

- 2006 - Premio George Polk Career concedido por la Universidad de Long Island para recompensar las contribuciones a la integridad periodística y los reportajes de investigación.